# 二重構造モデル
二重構造モデル（にじゅうこうぞうモデル、英語: dual structure model）とは、1991年に埴原和郎が発表した人類学における仮説（作業仮説）で、日本人起源論争のうち混血説のひとつ。二重構造説ともいう。
埴原は現代日本人に至るまでの形成過程を、石器時代に移動してきた東南アジア起源の縄文人（原アジア人）を基層集団とし、そこに弥生時代から古墳時代にかけて移動してきた北東アジア起源の渡来人が覆い被さるように分布した（二重構造）としたうえで、やがて2集団は混血していくがその進行度には地域差があり、形質的な差異を生み出していったと推測した。
二重構造モデルは大きな反響を呼び、それまで少数派であった混血説が有力視されるようになった。二重構造モデルは後続する研究・検証により先祖集団の起源地などに疑義が指摘されているものの、2017年現在でも日本人形成の近似的なモデルとして支持されている。後に三重構造モデルも登場した（古墳時代の移住を区別し加えたモデル）。現在では渡来系弥生人の遺伝的多様性に北東アジア人系統と東アジア系統が含まれると考えられている。

## 概要

二重構造モデルの模式図

人骨で確認できる最古の日本列島住民である港川人は、東南アジアを故郷とする原アジア人の特徴をもち、縄文人の先祖集団と認められる。縄文人は北海道から沖縄に至る日本列島全体に分布し、縄文海進によって大陸と隔離された環境で小進化を起こし、大陸集団と異なる形質を獲得するに至った。
縄文時代は比較的小規模な社会であったが、やがて大陸・朝鮮半島での政治的混乱から逃れてきた渡来人が日本列島に移入してきて、日本列島の集団が二極化した。そして渡来人が伝えた水田耕作によって弥生時代に移行する。渡来人は、蒙古・中国東北部・東シベリアなどの北アジア地域を原郷として寒冷適応を遂げた集団で、中国北部や朝鮮半島を経由して日本列島に至ったと考えられる。渡来人はまず北部九州に移入し、比較的早く東日本まで到達するが、全体としては西日本での影響が強い。
渡来人の移入は古墳時代まで続き、日本列島の人口を増加させて7世紀末までには全体の70%から90%を渡来人が占めるようになったと推測される。継続した渡来人の移入は政権中央と結びつきの強い西日本に集中し、混血が進行した。いっぽうでエミシ・クマソ・ハヤト・ツチグモなどと記録された周辺地域の住民は、朝廷に従属した時期が遅かったため渡来人からの影響が限定的であったと考えられる。なかでもアイヌと沖縄集団はほとんど影響を受けず、縄文人の形質を濃く残すに至った。

## 日本人起源論争への影響

### 前史
日本人を科学的な視点で観察したのはシーボルト（1854年）が最初とされている。大森貝塚を発掘したモース (1879年)は、新石器時代人（縄文人）と日本人の骨格と異なることから、両者を異なる人種と主張した。これ以降、日本人起源論争について多くの学説が提唱されてきた。それらの学説は1960年代に至ると「移行説（変形説）」「置換説（人種交替説）」「混血説（渡来説）」の3つに大別されるようになっていた。
移行説とは、混血をみとめず縄文人が小進化をすることで徐々に現代日本人になったとする説で、長谷部言人（1940年）や鈴木尚（1960年）らが提唱した。置換説とは、日本列島の先住民族は現代日本人の祖先集団によって置換されたとする説で、小金井良精（1893年）やウィリアム・ホワイト・ハウエルズ（1966年）らが提唱した。混血説とは、縄文人を基層集団とし近隣民族との混血によって形態を変化させたとする説で、清野謙次（1943年）や金関丈夫（1960年）が提唱した。このうち日本では移行説、欧米では置換説が有力視され、混血説は少数派であった。

### 二重構造モデルの視点
しかし移行説は日本人が単一民族であることを前提としているため、日本各地の形質的な差異（地域性）や渡来人の影響を過小評価あるいは意図的に無視していた。例えば縄文人と弥生人の形質的な変化については、食料生産の変化による栄養・労働環境に起因すると考えられていた。また鈴木尚（1983年）は地域性について、ある集団が狭い地域内で長期にわたって孤立した状態で通婚することで独特の形質を獲得した（生物学でいう隔離）と説明していた。
これに対し埴原は、1979年から1981年にかけて男性711個体・女性537個体の頭骨の調査を行い、地域性が規則的な勾配をもって存在していることを明らかにした。埴原はこの調査結果から地域性は隔離による偶発的・自然発生的なものでは説明できないとし、何らかの歴史的な経過を反映していると推測した。
その上で埴原は現代日本人の形質的な地域差が、本州南西部に顕著な特徴が北アジア集団に近似し、本州北東部には東南アジア集団の特徴が多く現れる、いわゆる南北逆転現象を起こしていることに着目した。すでに混血説を唱える金関丈夫（1960年）によって北部九州と山口地方において渡来人による形質的な変化は認められていたが、これらは局地的な特徴とされていたうえ、渡来人の故郷が中国中南部と推測されていたため南北逆転現象を説明できなかった。しかし、1960年に縄文人の分析を行っていた埴原は、縄文人の故郷を東南アジアの広い地域と結論付けており、現代日本人がもつ北アジア集団の特徴は弥生時代以降の渡来人が持ち込んだと推測した。
そこで埴原は土居ヶ浜弥生人の頭骨を調査して北アジアの集団と近似することを確認し、西日本全体にみられる形質的な特徴を北アジアを故郷とする渡来人による影響と結論付けた。さらに考古学者の藤本強（1988年）の研究を援用し、形質的な特徴が近畿からの距離に応じて地域的勾配を持つことを縄文人と渡来人の混血の進行度で説明した。
さらに埴原はアイヌと沖縄集団の形質的な近似についても検討を加えた。両集団の類似性はエルヴィン・フォン・ベルツ（1911年）のいわゆる「アイヌ・沖縄同系論」によって指摘されていたが、単一民族に固執する人類学者はその妥当性について検討せず放置していた。埴原は、アイヌ・沖縄集団の形質的な特徴は本土集団に近いが、その中でも特に縄文人の特徴が強く表れている事を明らかにし、アイヌ・沖縄集団の類縁性は歴史的に渡来系集団の影響をほとんど受けなかった結果と結論付けた。

### 反響と影響
以上のように、先行する研究を踏まえつつ考察と仮定を重ねて二重構造モデルは構築された。二重構造モデルが1991年に発表されると、各方面に驚きをもって迎えられた。特に埴原は渡来人の影響を強く認め、その集団規模を100万人に及ぶ可能性があると指摘したため、考古学界から反発を呼んだ。いっぽうで埴原自身が「たたき台」と称したように、二重構造モデルは反証可能な作業仮説であり、各方面で研究・検証が活発に行われるようになった。尾本惠市は二重構造モデルが日本人起源論の新しい起点として受け入れられた理由について、研究者の直感に頼っていた人骨計測にコンピュータ解析による客観的な分析を採り入れたこと、渡来人の流入人口についてシミュレーションを行ったこと、分子人類学をはじめ多分野の研究を踏まえていることの3点を挙げている。また、溝口優司も統計学的な手法を日本人起源論争に持ち込んだ点を高く評価している。
| 集団     | 二重構造モデルの推定                    | 後続研究による考察                       | 出典   |
| -------- | --------------------------------------- | ---------------------------------------- | ------ |
| 縄文人   | 起源地は東南アジア 日本列島に均一に分布 | 南北両方から日本列島に移住               | [ 22 ] |
| 縄文人   | 起源地は東南アジア 日本列島に均一に分布 | 起源地は不明                             | [ 23 ] |
| 渡来人   | 弥生時代から8世紀まで継続して流入       | 弥生時代と古墳時代では別の集団           | [ 24 ] |
| 渡来人   | 北アジアで寒冷地適応                    | 寒冷地適応した地域は不明                 | [ 2 ]  |
| 渡来人   | 本土日本人の7割から9割は渡来人系統      | 本土日本人男性の4割は縄文人系統          | [ 25 ] |
| アイヌ   | 渡来人の影響を受けず縄文人が小進化      | 縄文人とオホーツク人の混血               | [ 26 ] |
| 沖縄集団 | 渡来人の影響を受けず縄文人が小進化      | 11世紀から14世紀にかけて本土日本人と混血 | [ 27 ] |

後続した様々な研究のなかでも、2000年代以降に急激に発達したDNA分析技術は、日本人起源論に新しいデータを提供している。現代日本人に特有のミトコンドリアDNAハプログループのうち、N9bは北方系、M7aは南方系とされており、祖先集団は南北それぞれに起源をもつことが明らかになっている。またN9bとM7aはいずれも縄文人からも確認されており、縄文人を均質な存在とした二重構造モデルの前提を否定する結果となっている。いっぽうでY染色体ハプログループでは、現代日本人男性のおよそ4割が縄文人由来と考えられているD2やCを持っており、二重構造モデルの想定よりも濃く縄文人の系統が存続していることを示唆している。
DNAゲノムの研究では、神澤英明ほか（2016年）が行ったDNAゲノムの主成分分析によると、アイヌは第一主成分では縄文人と一致し、第二主成分では北方中国人に近い結果が得られ、両集団の混血を支持する結果となった。また縄文人・弥生人・古墳人のゲノムデータを比較したダブリン大学トリニティ・カレッジなどの研究チーム（2021年）は、弥生時代と古墳時代の渡来人が異なる集団であったとの結論を得ている。
また海外では2014年に行われた調査ではバイカル湖周辺のマリタ遺跡で発見された2万4000年前の人骨からヨーロッパ系集団（ミトコンドリアDNAハプログループ）と西ユーラシア系集団（Y染色体ハプログループ）の特徴をもつことが明らかになった。この結果は二重構造モデルの渡来人の起源地を北東アジアとする仮定と矛盾するため、渡来人が寒冷地適応した地域が不明となっている。
このように後続した研究成果により二重構造モデルが描いたシナリオの一部は否定されている。しかし日本人に多層性を認め、その中でも弥生時代以降の渡来人が日本人形成に大きな影響を与えた点は追認されている。篠田謙一は、日本列島に至る人類の移動は二重構造モデルの想定よりも複雑としつつ単純化したモデルとしては2010年代でも定説であるとし、日本人起源論争を混血説へ転換した役割は大きいと評している。